# 麥潤壽

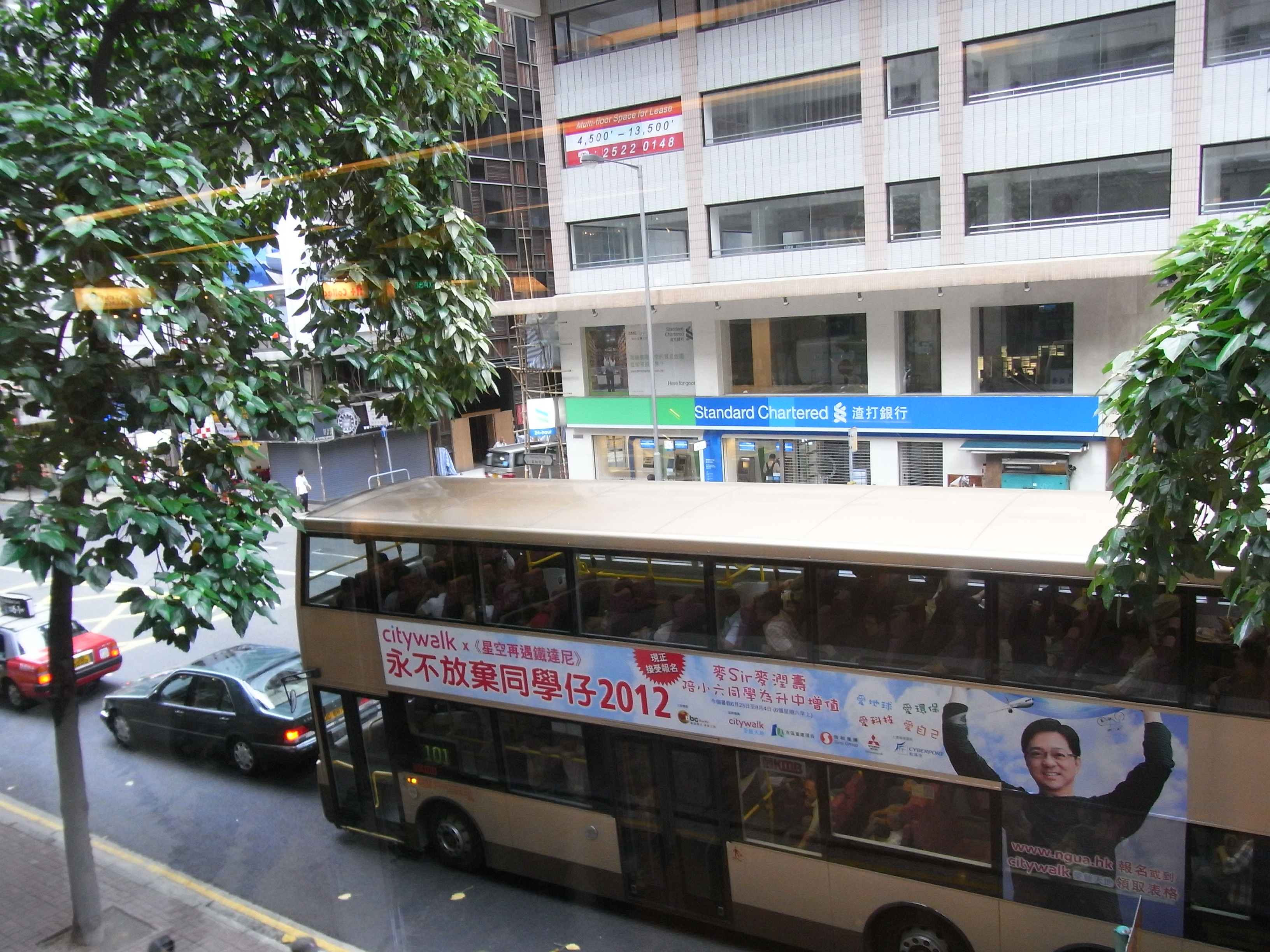
麥潤壽 DBC 廣告

麥潤壽，BBS，MH（1953年10月8日—），人稱麥Sir，香港廣播節目主持人，亦是一名天主教徒，他熱心青少年輔導工作，2005年獲頒榮譽勳章，曾於香港電台第二台主持《星空奇遇鐵達尼》節目達13年。
麥潤壽於2013年1月至2014年7月擔任香港數碼廣播電台台長，並主持該台的《星空再遇鐵達尼》節目。離開香港數碼電台後，現時專注負責由自己創立的「永不放棄同學會」事宜。

## 簡歷
麥潤壽3歲喪父，父親遺下妻子和年幼的他。之後他先於又一村木屋區居住，再和打住家工的母親在別人位於家住慈雲山的寓所生活，而與2個姊姊分開。他就讀九龍禮賢學校暨幼稚園小學部（1960年插班入讀小二），於九龍鄧鏡波學校就讀，為一名理科生。1978年畢業於香港浸會書院（現為香港浸會大學）語言文學系之後，他先於香港電台工作。1979年離開港台，轉職至惠僑英文中學任職數學科教師，一年後重投港台。到了1988年再次離開港台，出外開辦公關製作公司。後來加入商業電台，任職公關及創作總監，並主持晨早節目。1997年，時任港台中文台台長張文新邀請他再回到港台，先主持一個周六下午清談節目，其後改為主持晚間節目《星空奇遇鐵達尼》。麥潤壽亦主持香港電台電視節目《中學校際問答比賽》、《健康大道》、《香港故事》及《小學校際通識問答比賽》。
他於2002年創立「永不放棄同學會」，透過不同的訓練和活動，讓青年人學習與人相處之道，欣賞別人的長處，並了解持之以恆的態度。至2016年已有十五屆，每年也有不少青少年人參加。於2012年創立「永不放棄同學仔」。麥潤壽不遺餘力向社會推動及灌輸樂觀積極的精神，不但感動了萬千聽眾，更於2005年獲香港特區政府頒授榮譽勳章，以表揚他致力向社會推動及灌輸樂觀積極的精神。2011年7月更獲頒銅紫荊星章，以表揚他熱心參與社會服務，表現傑出，尤其在兒童及青少年發展方面，貢獻良多。2008年5月麥潤壽更獲浸大頒發「傑出傳理人奬」，他笑言並無特別感覺，又說「所謂十大最受歡迎節目、十大最受歡迎主持人等等不過是虛名，透過節目寓教育於娛樂，才是最真實的快樂！」。他常在主持的電台節目中引用兩句「麥Sir秘笈」——「Never Give Up，一定得！」及「不在乎成績高低，只在乎問心無愧！」鼓勵同學。
2011年10月24日，麥潤壽在其主持的《星空奇遇鐵達尼》中告訴聽眾們他將在兩星期後，做完11月4日的節目後離開香港電台。
2011年11月5日，麥潤壽正式開展在香港數碼廣播有限公司的工作，將會主持該電台於年底啟播的數碼大家台，隨後並擔任該台台長。12月13日，麥潤壽主持的《星空再遇鐵達尼》在數碼大家台開台日晚上9點正首播。
2012年10月9日，隨著因香港數碼電台宣佈停播，《星空再遇鐵達尼》於10月10日結束。《星空再遇鐵達尼》其後參與數碼廣播員工義播，於10月16日廣播一天，作為爭取數碼廣播復播的一部份。
2013年1月28日，香港數碼電台正式復播，麥潤壽接任成為香港數碼電台台長。《星空再遇鐵達尼》亦在數碼一台重新開始廣播。9月4日，隨着香港數碼電台的各個頻道全面啟播及配合節目定位，《星空再遇鐵達尼》轉移到「數碼四台校園台」廣播。另外麥潤壽的台長職位亦轉由其他人接替。
2014年6月18日，麥潤壽在其主持的《星空再遇鐵達尼》中透露將於7月11日離開香港數碼電台的工作崗位，但仍會投身「永不放棄同學會」及「永不放棄同學仔」的工作。
2014年7月12日，正式離開香港數碼電台工作崗位，但暫無透露是否再主持節目。

## 爭議事件

### 學員索償
2005年6月，麥潤壽帶領其創辦的永不放棄同學會學員，到石鼓洲玩模擬戰爭遊戲。期間，一名19歲的女性學員(冼艷玲）不慎跣倒，導致左手肘骨裂，需送院醫治及接受物理治療。事主於2008年入稟小額錢債審裁處，向香港電台及麥潤壽追討賠償，雙方最終達致庭外和解。

### 日航航班紛爭
2009年10月21日，香港蘋果日報報導麥潤壽於JAL航班上惹起紛爭，事緣麥潤壽一家四口於2009年10月14日晚由日本成田機場乘搭 JL735班機返港時，麥的太太因不滿座位安排她與年幼子女及丈夫分開坐而在機上發難，一家四口堅持不肯坐下並要求落機，結果飛機要折返停機坪，服務員請其他乘客讓位給麥的家人，擾攘個多小時飛機才能起飛。有同機乘客質疑飛機座位本應在上機時早己知悉並已確認，不應在上機後才要求調位。
麥潤壽亦指他們一家還未坐定飛機便開始起飛，為此有人質疑乘搭飛機時上機至起飛應有一段充裕的時間，懷疑他們是否臨起飛一刻才上機並要求調位。雖然如此，有同機乘客於香港討論區表示事件有內情。
對於事件，麥潤壽亦於2009年10月15日他主持的電台節目中提及，並堅持自己是「逼於無奈」及並沒有做錯。
麥潤壽在2011年11月香港電台最後一星期的節目中，已親口證實日本航空曾先後發出兩封道歉信向他致歉，並樂意再為他服務。麥潤壽亦不欲將事件擴大，無奈時沉默、不滿時冷靜，以包容取代謾罵。

## 學歷
- 1975年畢業於九龍鄧鏡波學校
- 1978年畢業於當時浸會學院中國語言文學系
- 2005年畢業於香港浸會大學傳理系碩士（日間）

## 廣播劇
- 1984年：《戀曲四重奏》聲演 林明新

## 歌曲
- 1984年：《小小鈕扣》（主唱：麥潤壽、何嘉麗，作曲: 李雅桑，作詞: 盧國沾，編曲: 郭小霖，香港電台廣播劇《戀曲四重奏》主題曲
- 1988年：《給我一千年》（與當時港台DJ余劍明、黃凱芹、林敏怡、夏妙然、李再唐、王雅文、伍家廉、阮兆祥、鄧藹霖、梁兆輝、王藹君、陳茜敏、林一峰、梁翠茵、陳嘉露、Uncle Ray）（香港電台60週年紀念歌曲）

## 電影
- 2011年：《桃姐》

## 外部連結
- 香港電台—麥潤壽介紹 （页面存档备份，存于）
- 麥潤壽 ─ 電台心理輔導員？